# 人类可读介质

ISBN表示的EAN-13条码，展示了人类可读与机器可读的数据

人类可读介质（human-readable medium）或人类可读格式（human-readable format）是指人可以自然阅读的数据或信息的表示。
在電腦運算领域，人类可读数据通常指ASCII或Unicode文本，而不是它们的二进制表示。实际上，所有的数据都可以由适当配备并编程的计算机或机器来解析。选择二进制而非文本格式的原因通常集中于存储空间问题，二进制表示能占用更少的存储空间（字节），并且在访问时有着无需解析或转换即可使用（输入/输出）的便利性。
在大多数情况下，人类可读表示的替代方案是使用一种主要供电子、机械或光学设备或计算机读取的数据的机器可读格式或介质。例如，通用产品代码（UPC）条形码对人来说很难阅读，但用于适当设备时则非常有效和可靠，通常伴随着它的标签的数字串则是条码信息的人类可读形式。在许多司法管辖区，零售购物中使用条形码标签必须也在商品上包含一份人类可读的价格。
随着标准化、高度结构化的标记语言（如XML）的出现，数据存储的成本降低以及更快、更低廉的数据通信网络使人们在人类可读性与机器可读性之间的折衷较以往更加常见。此外，这些结构化表示可以被非常有效的压缩以进行传输与存储。
人类可读协议大大降低了调试成本。
各个组织已经将人类可读与机器可读数据的定义标准化，以及将它们应用于各自领域，例如萬國郵政聯盟。
术语“人类可读”经常也被用于描述较短的名称或字符串，它们较较长而复杂的语法表示来说更容易理解和记住，例如某些统一资源定位符字符串。
“人类可读”偶尔被用来描述将任意整数编码为长串、系列英文单词的方式。与十进制或其他紧凑的二进制文本编码系统相比，英文单词更易于被人阅读、记住和输入。